# Chetostoma
Chetostoma es un género de insecto de la familia Tephritidae del orden Diptera.

## Especies
- Chetostoma admirandum
- Chetostoma californicum
- Chetostoma completum Kapoor, Malla & Ghosh, 1979
- Chetostoma continuans
- Chetostoma curvinerve Rondani, 1856
- Chetostoma dilutum
- Chetostoma ermolenkoi Korneyev, 1990
- Chetostoma interrupta Hardy, 1964
- Chetostoma interruptum
- Chetostoma japonicum
- Chetostoma melliculum
- Chetostoma mirabile
- Chetostoma miraculosum
- Chetostoma mundum
- Chetostoma rubidum
- Chetostoma sarolensis Agarwal & Kapoor, 1985
- Chetostoma stackelbergi